# Басараб Василь Степанович
Василь Степанович Басараб (25 травня 1932, Жуково — 12 серпня 2003) — український журналіст, поет і прозаїк.

## Біографія
Народився 25 травня 1932 року в селі Жуковому (нині Мукачівського району Закарпатської області). З 1950 року навчався в Ужгородському університеті, де вивчав російську філологію.
Трудову діяльність розпочав у 1953 році в газетах «Советское Закарпатье» та «Молодь Закарпаття». Завершив журналістську діяльність у «Новинах Закарпаття».

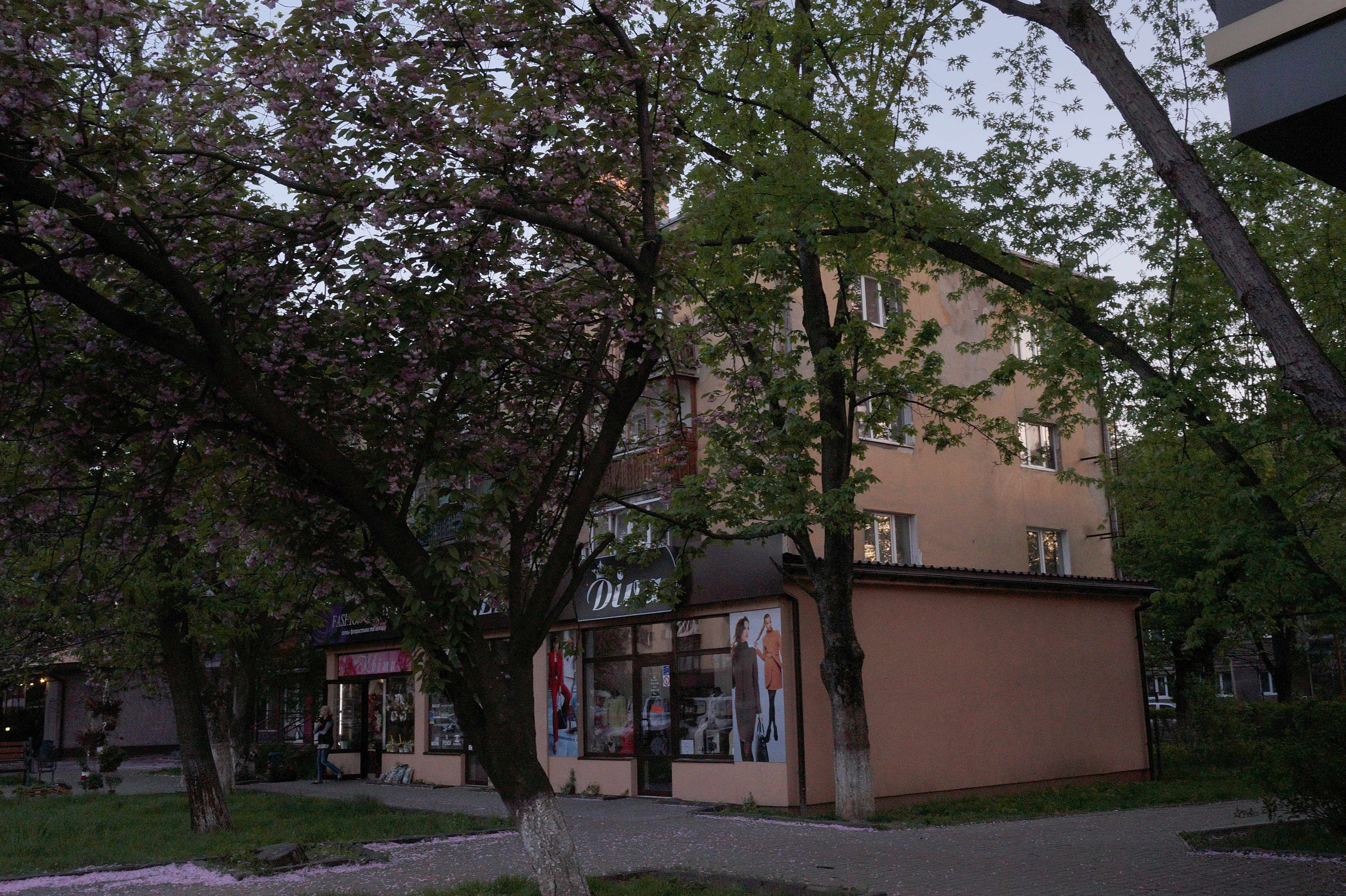
Будинок, в якому жив і працював В. Басараб, Ужгород, пр-т Свободи, 22

Літературну діяльність розпочав з віршів. Потім писав малу прозу (книги «Коли трембітають вітри» та «Скресінь: Новели»). Видав окремими книгами повісті «Задивляюсь у твої зіниці», «Осідлані гори», «Коронне село» та «Летіла частка серця». В останні роки життя працював над завершенням книги народознавчих оповідей про рідне Жуково та околичині села.
Видано його книжки:
- 1963 — «Ластівка над Тисою»,
- 1967 — «Коли трембітають вітри»,
- збірки етюдів, нарисів та новел: 1968 — «Скресінь»,
- 1972 — «Задивляюсь у твої зіниці»,
- 1978 — «Осідлані гори»,
- 1981 — «Коронне село»,
- 1983 — «Сиве літо»,
- 1985 — «Летіла частка сонця».

Помер 12 серпня 2003 року.

## Премії
- 1970 — Обласна премія імені Дмитра Вакарова;
- 1995 — Обласна премія імені Федора Потушняка.